# Коровкин, Владимир Данилович
Владимир Данилович Коровкин (5 апреля 1936 — 8 июня 2005) — советский хоккеист, нападающий.

## Биография
Карьеру в командах мастеров провёл в команде города Электросталь. В сезонах 1954/55 — 1956/57 выступал за вторую команду, в сезонах 1955/56 — 1959/60 — за первую, носившую названия «ДК им. Карла Маркса», команда г. Электросталь, «Электросталь». В сезонах 1955/56 — 1957/58, 1959/60 играл в классе «А».